# Mouvement mélodique
Pour les articles homonymes, voir Mouvement et Mélodie (homonymie).
En musique, un mouvement mélodique est une succession de deux notes différentes. C'est un intervalle dans une mélodie.

## Qualité du mouvement mélodique
Un mouvement mélodique est soit conjoint soit disjoint :
- un mouvement mélodique conjoint, ou plus simplement, mouvement conjoint est le franchissement d'un intervalle mélodique situé entre deux degrés voisins[1] sur l'échelle diatonique, autrement dit, entre deux notes séparées par un unisson ou une seconde. La seconde augmentée, bien qu'étant théoriquement un intervalle conjoint, doit être apparentée au mouvement disjoint. Dans la pratique, donc, le mouvement conjoint ne dépasse pas le ton ;
- un mouvement mélodique disjoint, ou plus simplement, mouvement disjoint est le franchissement d'un intervalle mélodique englobant deux degrés non voisins[1], autrement dit, d'un intervalle supérieur à la seconde. La tierce diminuée, bien qu'équivalente au ton par enharmonie, est bien un intervalle disjoint.

## Sens du mouvement mélodique
- Le sens d'un mouvement mélodique est soit ascendant, quand la deuxième note est plus aiguë, soit descendant, dans le cas contraire. Lorsqu'on a affaire à un unisson juste, ou encore, à une seconde diminuée — équivalent d'un unisson juste, par enharmonie —, on considère que la voix ou la partie, qui reste ainsi en place « ne produit pas de mouvement mélodique ».

## Réalisation du mouvement mélodique dans le contrepoint scholastique
Le mouvement mélodique doit respecter deux principes : tout d'abord, le « principe de l'économie du mouvement » — surtout dans les parties intermédiaires —, en vertu duquel, toute note commune à deux accords qui s'enchaînent, doit, chaque fois que c'est possible, rester en place à la même voix dans ces deux accords ; ensuite, le « principe du plus court chemin », selon lequel, de manière plus générale, le mouvement conjoint doit toujours être préféré au mouvement disjoint.
Le mouvement mélodique exige quelques précautions de réalisation. En harmonie scolastique, certains intervalles mélodiques sont permis, d'autres sont simplement tolérés. Les intervalles ne figurant pas dans les listes ci-dessous doivent être absolument évités. 
À partir du moment où l'intervalle mélodique franchi n'est pas fautif, on peut en principe, depuis une note donnée, aller vers n'importe quelle autre note, sauf cas de figure du mouvement mélodique obligé.

### Intervalles mélodiques permis
- L'unisson juste ou augmenté — c'est-à-dire, le demi-ton chromatique.
- La seconde majeure ou mineure.
- La tierce majeure ou mineure.
- La quarte juste.
- La quinte juste.
- La sixte mineure.
- L'octave juste.

Il est souhaitable que l'intervalle d'octave soit suivi d'un mouvement mélodique de sens contraire.

### Intervalles mélodiques tolérés
- La sixte majeure — dans les gammes majeures exclusivement, et du Ier au VIe degré.
- La seconde augmentée ascendante — dans les gammes mineures — : tolérée quand la 2e note monte à la tonique, et surtout dans les parties intermédiaires.
- La tierce diminuée — dans les gammes mineures —, la quarte diminuée — dans les gammes mineures — et la quinte diminuée — dans les deux modes — sont tolérées lorsqu'elles sont suivies d'un mouvement mélodique conjoint de sens contraire.

Les règles mélodiques ci-dessus concernent la musique médiévale et renaissance — contrepoint — et non pas les musiques baroque, classique et romantique, pour lesquelles la sixte majeure et la sixte mineure ont le même statut, et dans lesquelles les septièmes, neuvièmes, etc. — voir Bach — sont monnaie courante. Ces règles, très anciennes, sont dérivées des modes grégoriens et de la solmisation (Guido d'Arezzo, Xe siècle).